# S-Bahn Salzburg
S-Bahn Salzburg är ett lokaltågsystem i och kring staden Salzburg i Österrike. Det består av fem linjer som drivs av tre olika operatörer och betjänar 64 stationer i Österrike och Bayern i Tyskland. 
Linjenätet skapades år 2004 och har successivt byggts ut till en total längd på cirka 130 kilometer med totalt 64 stationer. Operatörerna kör på egna spår men har ett gemensamt biljettsystem.

## Linjer[1]
Linje S1 utgår från en underjordisk station under Salzburg Hauptbahnhof och går till Lamprechtshausen via Bürmoos och linje S11 går från Bürmoos till Ostermiething. Båda linjerna drivs av Salzburger Lokalbahn (Salzburg AG).
Linje S2 går från centralstationen i Salzburg till Strasswalchen och linje S3 från Bad Reichenhall till Sankt Veit via Freilassing och Salzburg. Båda linjerna drivs av ÖBB.
Linje S4, som drivs av Berchtesgadener Land Bahn, går mellan Berchtesgaden och Freilassing.

## Framtid
Det finns planer på att utöka linjenätet till Hallein och som ett första steg skrev Salzburg, Land Salzburg och transportministeriet i mars 2019 en avsiktsförklaring om att bygga en 750 meter lång linje från centralstationen till Mirabellplatz i stadens centrum. Byggstarten är planerad till år 2023.

## Bilder

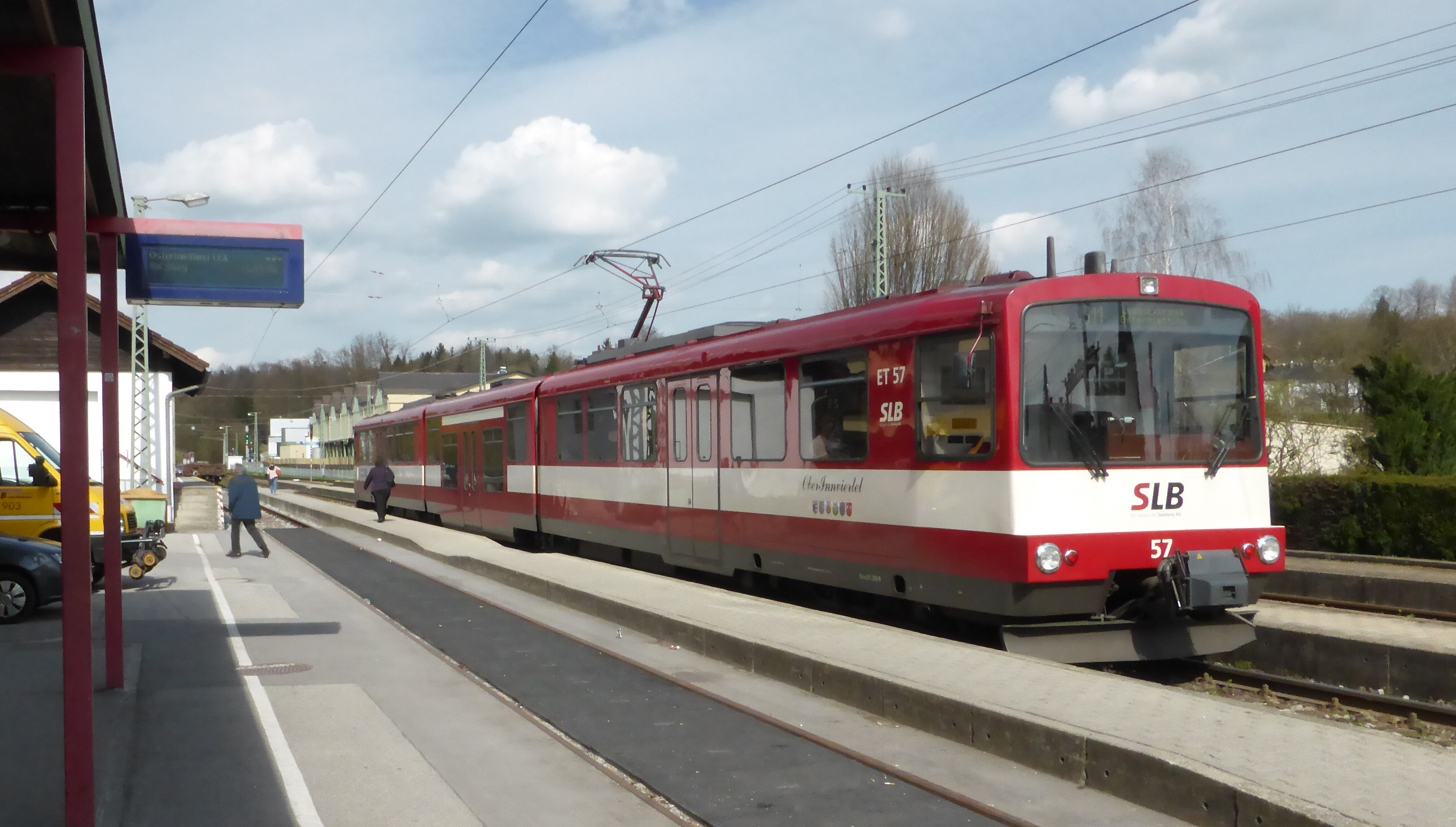
Vagntåg från Simmering-Graz-Pauker (Siemens).
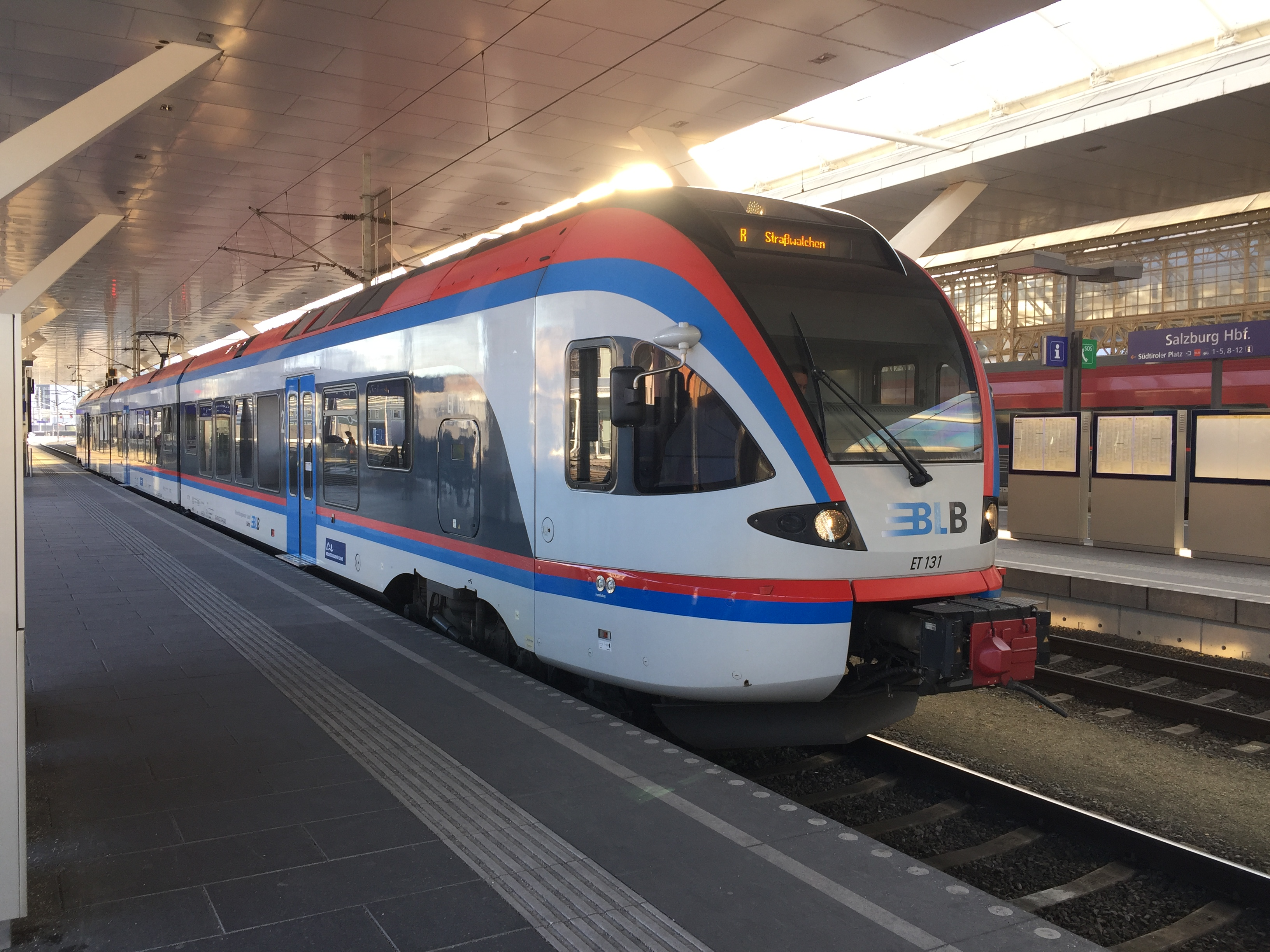
Stadler Flirt.